# Anthela varia
Anthela varia (Synoniem Darala pinguis) is een vlinder uit de familie Anthelidae. De soort is endemisch voor Australië, komt voor langs de kusten van zuidelijk Queensland, New South Wales en Victoria. De spanwijdte is tot negen centimeter bij de wijfjes.
De waardplanten zijn Macadamia integrifolia, en soorten Eucalyptus, Grevillea en Stenocarpus. De harige rupsen worden tot zeven centimeter lang.